# Kamiel Lamote
Kamiel Lamote, né le 29 juin 1934 à Oostnieuwkerke, section de la commune de Staden en province de Flandre-Occidentale, est un coureur cycliste belge, professionnel de 1961 à 1964.

## Palmarès
- 1955
  - 2e du Tour des Flandres amateurs
- 1956
  - Tour de Flandre-Occidentale :
    - Classement général
    - 4e étape

  - 7eb étape du Tour de Belgique amateurs (contre-la-montre par équipes)
  - 2e des Trois Jours d'Ypres
- 1957
  - 2e de Paris-Arras
  - 3e du championnat du Hainaut indépendants
- 1960
  - 2e du Circuit de la Meuse
  - 3e du Circuit des Ardennes flamandes
  - 3e du Championnat de Belgique de cyclisme sur route indépendants
- 1961
  - 2e de Roubaix-Cassel-Roubaix